# 早川斉
早川 斉（はやかわ ひとし、1930年 - 2008年8月30日）は、国産オーディオにおいて音楽性と卓越性を確立させた功労者で国産高級オーディオブランドの魁となったラックス株式会社（現ラックスマン）の元会長。

## 経歴
- 1930年5年5月、早川送雄の長男として大阪に誕生[2]。
- 1953年3月、関西学院大学商学部卒。
- 1954年2月、錦水電機工業株式会社入社（1961年に「ラックス株式会社」に改称）。
- 1957年4月、専務締役就任[2]。
- 1968年5月、代表取締役社長就任[3]。
- 1997年6月、取締役会長就任[3]。
- 1999年10月、引退。
- 2008年8月30日、逝去。79歳。